# Consolidated Aircraft
La Consolidated Aircraft Corporation fue una empresa de Estados Unidos dedicada a la fabricación de aviones. Fue fundada en 1923 por Reuben H. Fleet en Buffalo, Nueva York. El resultado de la fusión entre Gallaudet Aircraft Company y Dayton-Wright Airplane Company, Consolidated se hizo famosa durante los años 1920 y 1930 por su línea de hidroaviones. El más prolífico de ellos fue el avión de patrulla PBY Catalina, que fue producido a lo largo de toda la Segunda Guerra Mundial y usado extensivamente por los Aliados. Igualmente famoso es el B-24 Liberator, un bombardero pesado que, al igual que el Catalina, fue ampliamente utilizado en la Segunda Guerra Mundial.

## Historia
En 1930, Ray P. Whitman, uno de los pioneros de la aviación y fundador de Bell Aircraft, se convierte en vicepresidente de la empresa.
En 1943 Consolidated se fusionó con Vultee Aircraft formando la Consolidated-Vultee Aircraft, más conocida como Convair. General Dynamics adquirió una participación mayoritaria en Convair en marzo de 1953, donde continuó produciendo aeronaves o componentes de aeronaves hasta que fue vendida a McDonnell Douglas en 1994. 
McDonnell Douglas cerró la división en 1996, después de apenas dos años de funcionamiento. Consolidated Aircraft y posteriormente Convair tenían sus sedes situadas en San Diego, California al lado del aeropuerto Lindbergh Field (KSAN).

## Aviones

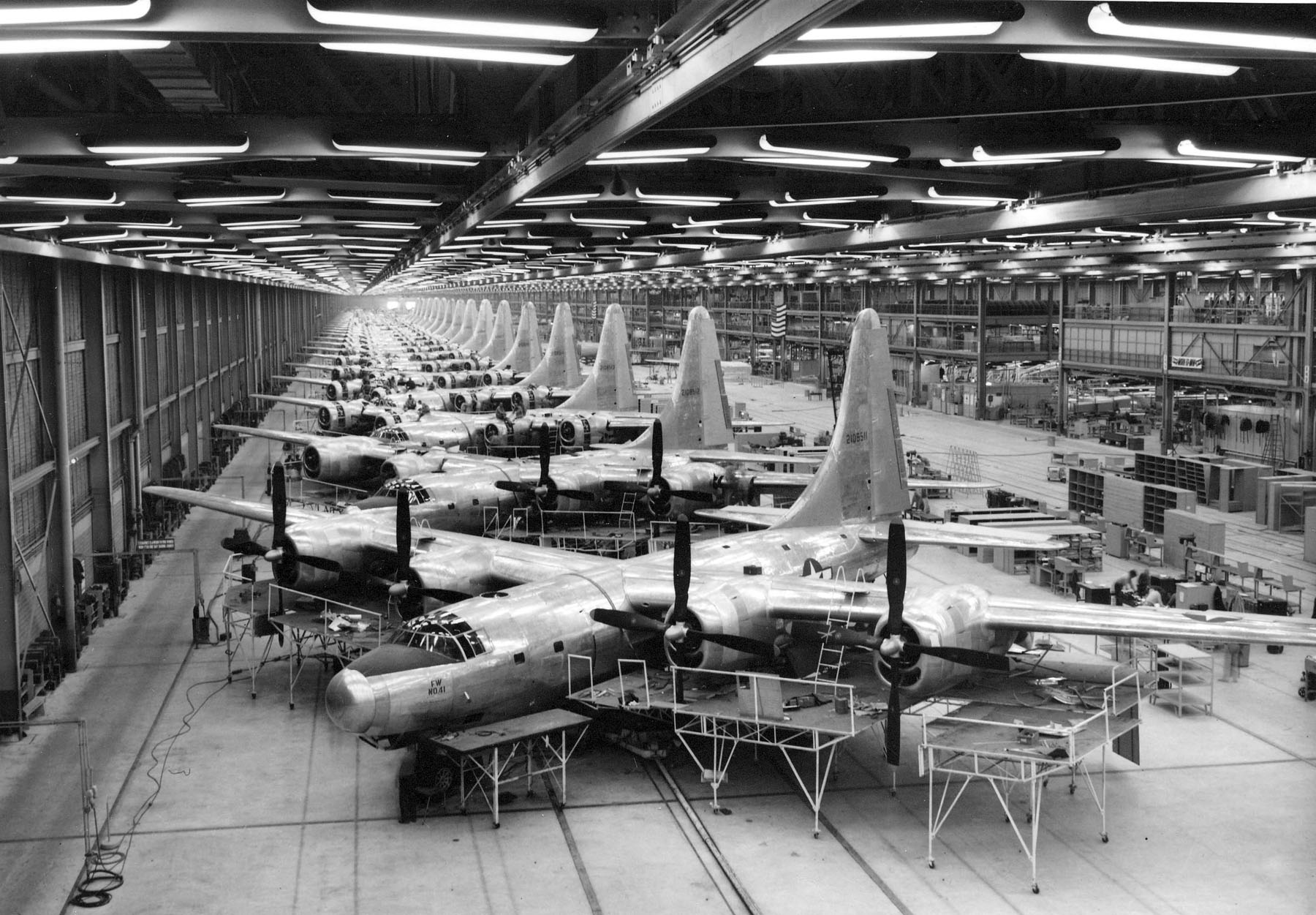
Línea de producción del Consolidated TB-32 (Dominator).

Aviones Consolidated (los años son en el que realizaron su primer vuelo):
- PT-1 Trusty (1923)[2]
- NY. Entrenador para la US Navy.[3]
- XPY-1 Commodore (1931)
- C-22 Fleetster (1932)[4]
- Consolidated A-11/Y1P-25[5]
- Consolidated P2Y[6]
- PBY Catalina (1936)
- PB2Y Coronado (1937)
- PB3Y. No fabricado
- XP4Y-1 Corregidor o "Modelo 31" (1939)[7]
- B-24 Liberator (1939) 
  - PB4Y-1 Liberator. US Navy.
  - C-87 Liberator Express
  - C-109 Liberator
  - PB4Y-2 Privateer (1944)
- TBY Sea Wolf (1941)
- B-32 Dominator (1942)